# Jersild mod Danmark
Jersild mod Danmark (sagsnummer 15890/89), også kaldet Grønjakkesagen i Danmark, var en sag om fortolkning af Den Europæiske Menneskerettighedskonventions ret til ytringsfrihed i forhold til den danske straffelovs forbud mod racisme og medvirken hertil.
Sagen omhandlede et interview af den danske journalist Jens Olaf Jersild med en gruppe racistiske unge kaldet Grønjakkerne fra Østerbro, der blev bragt i tv-programmet Søndagsavisen på Danmarks Radio i 1985. I interviewet fremsatte Grønjakkerne nedsættende ytringer om forskellige minoritetsgrupper. Grønjakkerne blev sigtet og dømt for racisme i Københavns Byret, mens Jersild og daværende nyhedschef for Danmarks Radio Lasse Jensen blev dømt for medvirken til udbredelse af racistiske udtalelser. Jersild og Jensen ankede dommen til Østre Landsret og videre til Højesteret, som begge stadfæstede dommen.
Jersild valgte at klage til Den Europæiske Menneskerettighedsdomstol, der fandt at Danmark havde overtrådt den Europæiske Menneskerettighedskonventions artikel 10 om retten til infomations- og ytringsfrihed ved at dømme Jersild for medvirken til udbredelse af racistiske udtalelser, navnlig fordi at indgrebet ikke var "nødvendigt i et demokratisk samfund" eller nødvendigt "for at beskytte andres gode navn og rygte eller rettigheder".

## Sagens baggrund
Jersild havde læst om Grønjakkerne i Dagbladet Information og besluttede sig for at lave et indslag om gruppen i DR's søndagsmagasin Søndagsavisen som led i en bredere samfundsdebat om racisme.
Under interviewet spurgte Jersild ind til Grønjakkernes kriminelle aktiviteter og deres selverklærede racistiske synspunkter. Centralt for de efterfølgende retssager var Grønjakkernes udtalelser om mennesker med afrikansk herkomst samt "tyrkere, jugoslaver" og andre "fremmedarbejdere". Et af gruppens medlemmer udtalte at disse grupper ikke var mennesker men dyr med henvisning til afkræftede racelære-teorier om deres kropsbygning. Derudover udtalte Grønjakkerne at de støttede Ku Klux Klan og de amerikanske sydstaters tidligere slavehold med afrikanske slaver, at halvdelen af fangerne i Vestre Fængsel var "perkere" der sad inde for narkokriminalitet og at Grønjakkerne ikke kunne lide "når de farer rundt i Zimbabwetøj og så snakker hula-hula-sprog ude på gaden."
Jersild interviewede også Per Axholt der på daværende tidspunkt arbejdede som klubassistent på Studsgårdsgade Ungdomscenter. Axholt mente, at Grønjakkernes kriminelle adfærd og forfølgelse af indvandrere var et udtryk for magtesløshed og skuffelse over deres tilværelse. Til sidst spurgte Jersild et medlem af Grønjakkerne om han ønskede at hans datter ville få samme kriminelle tilværelse som ham, hvortil han svarede, at han ikke ville tolerere hvis hun overfaldte ældre damer og stjal deres tasker, men at han ikke ville have noget imod, at hun overfaldt indvandrere.

## Behandling i det danske retssystem

### Behandling ved Københavns Byret
Efter interviewet var blevet sendt, blev de tre unge sigtet for overtrædelse af straffelovens § 266 b der på daværende tidspunkt forbød offentlige udtalelser eller udtalelser med forsæt til udbredelse i en videre kreds som forhånede eller nedværdigede en gruppe af personer på grund af deres "race, hudfarve, nationale eller etniske oprindelse eller tro". Jersild og Jensen blev sigtet for medvirken til overtrædelse af § 266 b, Jersild ved at have udbredt interviewet på TV og Jensen ved at have godkendt indslaget i egenskab af hans rolle som programchef. Sagen blev behandlet som en domsmandssag ved Københavns Byret hvor både Grønjakkerne, Jersild og Jensen nægtede sig skyldige.
De tre Grønjakker erkendte at have fremsat udtalelserne, men mente ikke at de kunne klassificeres som en overtrædelse af § 266 b, dels fordi udtalelserne i deres optik ikke var grove nok, dels fordi visse af udtalelserne, navnlig om "Zimbabwetøj" og "hula-hula-sprog", ikke var strafbare idet de fremførte at disse blot var betegnelser for afrikansk tøj og uforståeligt sprog. Retten vurderede at Grønjakkerne havde overtrådt § 266 b med udtalelsen om at visse befolkningsgrupper skulle være dyr samt udtalelsen om narkokriminalitet, men at udtalelserne om "Zimbabwetøj" og "hula-hula-sprog" ikke var grove nok til at være strafbare.
Jersild og Jensen mente ikke at deres handlinger kunne sammenlignes med Grønjakkernes og påstod at de skulle frifindes uanset om Grønjakkerne blev kendt skyldige eller ej. De udtalte at formålet med programmet var "nøgternt at ville beskrive et faktum i samfundet", ikke at udbrede Grønjakkernes synspunkter for at få andre til at tilslutte sig dem, ydermere gjorde de opmærksom på at de fleste seeres reaktion på programmet havde været "afsky samt medynk".

### Landsretten
Sagen blev efterfølgende appelleret til Østre Landsret, hvor Jersild forklarede, at han havde valgt ikke at censurere Grønjakkernes udtalelser, fordi det var vigtigt at vise gruppens faktiske attitude.
Østre Landsret stadfæstede byrettens dom.

### Højesteret
Sagen blev endeligt indbragt for Højesteret, som stadfæstede byrettens dom.

## Behandling ved Menneskerettighedsdomstolen

### Dommen
12 ud af de 19 dommere fandt, at Danmark havde overtrådt artikel 10 af den Europæiske Menneskerettighedskonvention ved at dømme Jersild for medvirken til udbredelse af racistiske udtalelser.
Den Europæiske Menneskerettighedsdomstol tillagde vægt, at Jersild ikke selv fremkom med udtalelserne og ikke havde gjort dem til egne udtalelser, at interviewet var en del af et seriøst program, der var henvendt til et oplyst publikum og at der var foretaget en tilstrækkelig afbalancering. Menneskerettighedsdomstolen mente ikke, at indslaget om Grønjakkerne blev præsenteret uden noget forsøg på at opveje de udtrykte ekstremistiske synspunkter, eftersom både indslagets introduktion og Jersilds optræden under interviewene tydeligt adskilte ham fra de interviewede personer. Dette skete blandt andet ved at medlemmerne blev beskrevet som "en gruppe ekstremistiske unge", som støttede Ku Klux Klan, og ved at henvise til deres straffeattester. Derudover henviste domstolen til at indslaget som helhed skulle formidle betydningen af, at de racistiske udtalelser var en del af en generelt asocial holdning hos Grønjakkerne.
Menneskerettighedsdomstolen henviste herefter til en række betragtninger fra dommen Observer og Guardian mod Storbritannien, hvori domstolen anførte at interviewmetoden er pressens vigtigste redskaber i pressens rolle som public-watchdog, hensynet til pressefriheden er tungtvejende hensyn, pressen er forpligtet til viderebringe informationer af samfundsmæssig interesse, hvilket var tilfældet med Grønjakkerne-indslaget og at befolkningen har ret til at modtage disse informationer.
Menneskerettighedsdomstolen mente endvidere at det at straffe journalister ville have en chilling effect, uanset størrelsen på straffen og bøden, medmindre der foreligger strenge grunde for, og at konteksten af ”den forudgående offentlige debat og kommentarer i pressen om racisme” skulle tages i betragtning. Udsendelsen havde ikke til formål at promovere racisme men at oplyse om fænomenet, gennem et interview, at vise, analysere og forklare denne gruppe, hvilket også var af almen interesse. Menneskerettighedsdomstolen mente ikke, at dette var blevet taget i betragtning ved de danske domstoles behandling.
Endelig mente Menneskerettighedsdomstolen, at indgrebene var ikke-proportionelle i forhold til hensynet ”at beskytte andres gode navn og rygte eller rettigheder”.

### Dissens af Ryssdal, Bernhardt, Spielmann og Loizou
Retspræsident Rolv Ryssdal, samt dommere Rudolf Bernhardt, Alphonse Spielmann og Andreas Nicolas Loizou var uenige med majoriteten. De vurderede at de danske domstole havde handlet inden for den skønsmargin som EMRK tillader, og at der derved ikke var begået en overtrædelse af artikel 10. I deres dissens medgav de at Jersild ikke havde fremsat udtalelser der bakkede op om Grønjakkernes udtalelser eller på anden måde bifaldt dem, og at "afvejningen mellem pressefriheden og beskyttelsen af andres gode navn og rygte er svær". Dog holdt de fast i at majoriteten havde vægtet pressefriheden højere end beskyttelse af ofre for racisme, en vægtning de var uenige i.
De mente også at indslaget ikke havde gjort det klart nok at Grønjakkernes udtalelser var "uacceptable i et samfund baseret på respekt for menneskerettigheder." Flertallet havde i deres begrundelse lagt vægt på at det var tydeligt i kontekst at Jersild ikke var enige i Grønjakkernes udtalelser, men Ryssdal og co. mente at Jersild klart og tydeligt burde have taget afstand fra udtalelserne og at der uundgåeligt havde været nogen seere der havde fundet "støtte for deres racistiske fordomme" i indslaget.
| Citat                                                                                   | Hvordan mon dem hvis menneskelige værdighed er blevet angrebet eller benægtet af Grønjakkerne har det? Vil de være af den opfattelse at programmet, kontekstuelt, bidrager til deres beskyttelse? En journalists gode intentioner er ikke nok i sådan en situation, specielt i en sag som denne hvor han selv har fremprovokeret de racistiske udtalelser. | Citat |
| Rolv Ryssdal, Rudolf Bernhardt, Alphonse Spielmann og Andreas Nicolas Loizous' dissens. | |       |

## Efterfølger
Dommen fastsatte journalisters referatprivilegium, hvilket betyder at når en journalist offentliggør et interview med en person, der fremkommer med ulovlige udtalelser, kan journalisten kun straffes for medvirken under helt særlige omstændigheder.
Dommen er blevet kritiseret af professor Trine Baumbach, som mente at Jersild ikke blot havde videreformidlet Grønjakkernes udtalelser, men direkte anstiftet Grønjakkerne til at fremkomme med udtalelserne. Efter Baumbachs opfattelse, ville Grønjakkerne aldrig have realiseret gerningsindholdet i § 266 b, hvis ikke Jersild havde anstiftet dem.
Jacob Mchangama bemærkede, at der blandt medlemmerne i FN's racediskriminationskomité var der vidt forskellige reaktioner på dommen, herunder, at nogle mente, at dommen var den indtil videre tydeligste erklæring om, at retten til beskyttelse mod racediskrimination havde forrang for retten til ytringsfrihed, mens andre medlemmer mente, at de faktiske forhold i sådanne tilfælde skulle afvejes i forhold til begge rettigheder.

## Kommentarer
1. ↑  Udvalgte dele af interviewet er gengivet i byrettens dom og et udskrift af interviewet på engelsk og fransk kan findes i Menneskerettighedsdomstolens dom.
2. ↑  Furthermore, it must be borne in mind that the item was broadcast as part of a serious Danish news programme and was intended for a well-informed audience [...].[7]
3. ↑  [...] The Court is not convinced by the argument, that the Greenjackets item was presented without any attempt to counterbalance the extremist views expressed. Both the TV presenter’s introduction and the applicant’s conduct during the interviews clearly dissociated him from the persons interviewed, for example by describing them as members of "a group of extremist youths" who supported the Ku Klux Klan and by referring to the criminal records of some of them.
It should finally not be forgotten that, taken as a whole, the filmed portrait surely conveyed the meaning that the racist statements were part of a generally anti-social attitude of the Greenjackets. [...][7]
4. 1 2  News reporting based on interviews, whether edited or not, constitutes one of the most important means whereby the press is able to play its vital role of "public watchdog" (see, for instance, the above-mentioned Observer and Guardian judgment, pp. 29-30, para. 59). The punishment of a journalist for assisting in the dissemination of statements made by another person in an interview would seriously hamper the contribution of the press to discussion of matters of public interest and should not be envisaged unless there are particularly strong reasons for doing so. In this regard the Court does not accept the Government’s argument that the limited nature of the fine is relevant; what matters is that the journalist was convicted.

[...][8]
5. ↑  [...]
There can be no doubt that the remarks in respect of which the Greenjackets were convicted (see paragraph 14 above) were more than insulting to members of the targeted groups and did not enjoy the protection of Article 10 (art. 10) (see, for instance, the Commission’s admissibility decisions in Glimmerveen and Hagenbeek v. the Netherlands, applications nos. 8348/78 and 8406/78, DR 18, p. 187; and Künen v. Germany, application no. 12194/86, DR 56, p. 205). However, even having regard to the manner in which the applicant prepared the Greenjackets item (see paragraph 32 above), it has not been shown that, considered as a whole, the feature was such as to justify also his conviction of, and punishment for, a criminal offence under the Penal Code.[8]
6. ↑  On the other hand, as to the contents of the Greenjackets item, it should be noted that the TV presenter’s introduction started by a reference to recent public discussion and press comments on racism in Denmark, thus inviting the viewer to see the programme in that context. He went on to announce that the object of the programme was to address aspects of the problem, by identifying certain racist individuals and by portraying their mentality and social background. There is no reason to doubt that the ensuing interviews fulfilled that aim. Taken as a whole, the feature could not objectively have appeared to have as its purpose the propagation of racist views and ideas. On the contrary, it clearly sought - by means of an interview - to expose, analyse and explain this particular group of youths, limited and frustrated by their social situation, with criminal records and violent attitudes, thus dealing with specific aspects of a matter that already then was of great public concern.[9]
7. ↑  It is moreover undisputed that the purpose of the applicant in compiling the broadcast in question was not racist. Although he relied on this in the domestic proceedings, it does not appear from the reasoning in the relevant judgments that they took such a factor into account (see paragraphs 14, 17 and 18 above).[10]
8. ↑  Having regard to the foregoing, the reasons adduced in support of the applicant’s conviction and sentence were not sufficient to establish convincingly that the interference thereby occasioned with the enjoyment of his right to freedom of expression was "necessary in a democratic society"; in particular the means employed were disproportionate to the aim of protecting "the reputation or rights of others". Accordingly the measures gave rise to a breach of Article 10 (art. 10) of the Convention.[1]
9. ↑  Oversat fra den engelske version af dommen: "it is admittedly difficult to strike the right balance between the freedom of the press and the protection of others."[12]
10. ↑  Oversat fra den engelske version af dommen: "the remarks of the Greenjackets are intolerable in a society based on respect for human rights."[14]
11. ↑  Oversat fra den engelske version af dommen: "Nobody can exclude that certain parts of the public found in the television spot support for their racist prejudices."[14]
12. ↑  Oversat fra den engelske version af dommen: "And what must be the feelings of those whose human dignity has been attacked, or even denied, by the Greenjackets? Can they get the impression that seen in context the television broadcast contributes to their protection? A journalist’s good intentions are not enough in such a situation, especially in a case in which he has himself provoked the racist statements."[14]